# Handley Hill
Handley Hill är en kulle i Antarktis. Den ligger i Östantarktis. Nya Zeeland gör anspråk på området. Toppen på Handley Hill är 319 meter över havet.
Terrängen runt Handley Hill är varierad.  Trakten är obefolkad. Det finns inga samhällen i närheten. 